# Trichopsidea costata
Trichopsidea costata is een vliegensoort uit de familie van de Nemestrinidae. De wetenschappelijke naam van de soort is voor het eerst geldig gepubliceerd in 1857 door Friedrich Hermann Loew.